# ORP Błyskawica
ORP Błyskawica je polský torpédoborec patřící ke třídě Grom. Pro polské námořnictvo byl postaven v letech 1935–1937 ve Velké Británii. Obě postavené jednotky třídy Grom představovaly špičku ve své kategorii. Ve své době se jednalo o silně vyzbrojené a rychlé torpédoborce.
Loď byla nasazena ve druhé světové válce. Krátce před  německou invazí do Polska odplula do Velké Británie a následně se zapojila do bojů po jejím boku. Za války eskortovala 83 konvojů, provedla 108 dalších  bojových patrol, podílela se na potopení dvou válečných lodí nepřítele a sestřelila čtyři nepřátelská bojová letadla. Během své válečné služby byla třikrát vážně poškozena, pět  námořníků padlo a 48 jich bylo zraněno.
Po válce se Błyskawica vrátila do Polska, aby se po přezbrojení a opravách stala vlajkovou lodí námořnictva Polské lidové republiky. Ze služby byla loď vyřazena v roce 1969. Od roku 1976 je zpřístupněna jako muzejní loď. Kotví ve Gdyni. Je jedinou dochovanou polskou válečnou lodí postavenou v období před druhou světovou válkou. Błyskawica je jedinou lodí, která byla dekorována nejvyšším polským vojenským vyznamenáním Virtuti Militari.

## Pozadí vzniku
Plavidlo bylo postaveno v letech 1935–1937 v britské loděnici James Samuel White & Co. Ltd. v Cowes. Na vodu bylo spuštěno 1. října 1936. Do služby bylo zařazeno 25. listopadu 1937.

## Konstrukce
Hlavní výzbroj po dokončení lodě tvořilo sedm 120mm kanónů ve třech dvoudělových a jedné jednodělové věži. Protiletadlovou výzbroj tvořily čtyři 40mm kanóny Bofors a osm 13,2mm kulometů Hotchkiss. Loď dále nesla dva trojhlavňové 550mm torpédomety. Pohonný systém tvoří dvě parní turbíny Parsons a čtyři tříbubnové kotle Admiralty vytápěné mazutem. Lodní šrouby jsou dva. Nejvyšší rychlost dosahovala 39 uzlů.
V roce 1941 došlo k zásadní úpravě výzbroje plavidla. Všechny 120mm kanóny nahradilo osm dvouúčelovýcch 102mm děl MK XVI umístěných ve dvoudělových věžích. Błyskawica byla navíc vybavena čtyřmi vrhači a dvěma skluzavkami pro svrhávání hlubinných pum. Později během války byly kulomety nahrazeny čtyřmi 20mm kanóny Oerlikon. Původní torpédomety navíc nahradil čtyřnásobný 533mm torpédomet britského typu.

## Operační služba

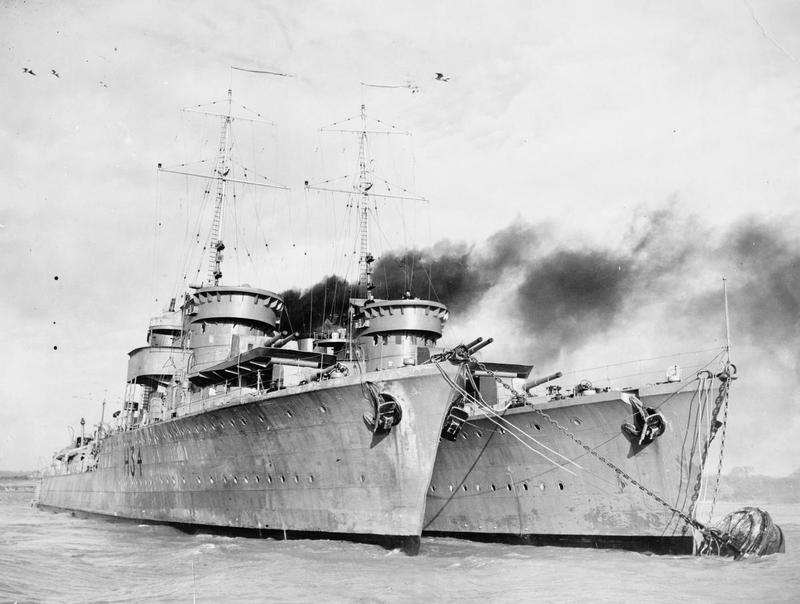
Grom a Błyskawica v Británii po skončení operace Peking, září 1939

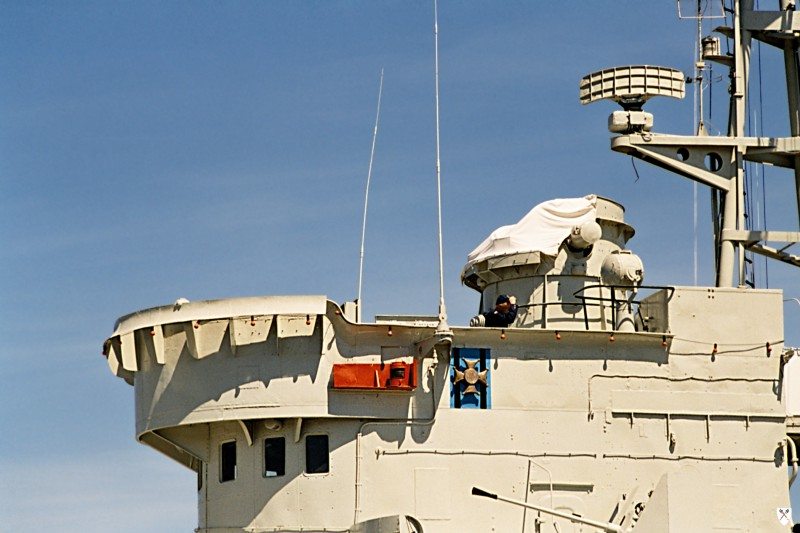
Symbol vyznamenání Virtuti Militari na můstku torpédoborce Błyskawica

V předvečer německé invaze do Polska (přesněji 30. srpna 1939) polské námořnictvo uskutečnilo operaci Peking, v jejímž rámci přesunulo torpédoborce Błyskawica, Grom a Burza do Velké Británie. Plavidla tak unikla jistému zničení a mohla se zapojit do dalšího průběhu druhé světové války. Už 7. září 1939 loď zachytila a napadla německou ponorku. V roce 1940 se Błyskawica podílela na obraně Norska proti německé invazi. Během tohoto nasazení se posádce podařilo sestřelit dvě německá letadla. Po návratu se loď podílela na evakuaci spojeneckých vojáků z pláží a přístavu v Dunkerque. Později sloužila zejména k doprovodu konvojů – za celou válku jich chránila celkem 83. V roce 1944 se účastnila vítězných námořních střetnutí u Ouessantu (německý torpédoborec ZH1 byl v bitvě potopen a Z32 najel na břeh) a La Rochelle. Poslední bojovou akcí, na které se Błyskawica za druhé světové války podílela, byla operace Deadlight – potopení německých ponorek, které se vzdaly vítězným Spojencům.
Błyskawica válku přečkala a v roce 1947 se vrátila do Polska. Následovala dvouletá rekonstrukce a přezbrojení na sovětské standardy. Britská dvouúčelové 4´ děla MK XVI byla upravena pro použití sovětské 100mm munice výměnou hlavní, 40 mm Bofors nahradilo deset 37mm kanónů, torpédová výzbroj byla vyměněna za jeden trojhlavňový 533mm torpédomet. Protiponorkovou výzbroj tvořily dva vrhače a dvě skluzavky hlubinných pum. Počátkem 60. let byla Błyskawica vlajkovou lodí polského námořnictva. V roce 1967 na ní došlo k havárii kotlů, která vedla k vyřazení lodě z první linie o dva roky později. Po svém vyřazení byla Błyskawica přeměněna na plovoucí muzeum a od roku 1976 je přístupná ve Gdyni.